# Сухотин, Сергей Михайлович
Сергей Михайлович Сухотин (18 февраля 1887, Кочеты, Тульская губерния — 4 июня 1926, Орли) — гвардейский поручик, участник убийства Григория Распутина, первый комендант Ясной Поляны.

## Биография
Родился 18 февраля 1887 года в д. Кочеты (ныне — Залегощенского района Орловской области). В 1901—1906 годах учился в Морском кадетском корпусе, в 1906—1911 — на социально-экономическом отделении Лозаннского университета в Швейцарии.
В 1911—1912 годах в статусе вольноопределяющегося проходил военную подготовку в Лейб-гвардии 4-м Стрелковом Императорской Фамилии полку. В 1912 году — прапорщик запаса. В начале Первой мировой войны поступил на службу в Лейб-гвардии 1 Стрелковый Его Величества полк. В 1915 году — командир седьмой роты того же полка, входившего в состав Гвардейского корпуса генерала Владимира Безобразова. В 1915 году во время тяжелых позиционных боев на Северном фронте был ранен и тяжело контужен. За боевые заслуги награждён орденами Святой Анны IV степени с надписью «За храбрость», Св. Станислава III степени с мечами и бантом и Святого Владимира IV степени с мечами и бантом. После ранения проходил лечение в Петрограде в военном госпитале княгини Зинаиды Юсуповой. Глеб Евгеньевич Боткин, сын лейб-медика царской семьи Евгения Боткина, писал в воспоминаниях, что Сухотин предсказывал революцию 1917 года
В мае 1916 года женился на Ирине Алексеевне Горяиновой (творческий псевдоним Энери) — давней знакомой по Ясной Поляне, известной пианистке, ученице композитора Александра Глазунова. Татьяна Львовна Сухотина-Толстая писала в своём дневнике, что Сухотин сообщил ей в письме о женитьбе, но после свадьбы отправился на фронт, несмотря на болезнь. В феврале 1916 года эвакуирован с фронта. Поступил в резерв чинов Главного управления Генерального штаба.
С июня 1917 года до апреля 1918 года служил в Главном управлении по заграничному снабжению (Главзагран) Военного министерства.
С конца апреля до июня 1918 года — заведующий Отделом заграничных металлов в Главном управлении по снабжению металлами (РАСМЕКО) при ВСНХ.
В ноябре 1918 года вместе со своим другом, двоюродным братом жены, князем Александром Чагадаевым — секретарем РАСМЕКО — был обвинён в спекуляции и взяточничестве по «Делу ответственных сотрудников РАСМЕКО». На заседании Ревтрибунала при ВЦИК был приговорён к расстрелу, заменённому вскоре бессрочным тюремным заключением.
За день до приговора Ирина Энери заочно развелась с мужем и эмигрировала во Францию, оставив малолетнюю дочь Наталью, рождённую в 1917 году.
С. М. Сухотин и А. С. Чагадаев отбывали наказание в Таганской тюрьме, где с разрешения начальства организовали Великорусский оркестр народных инструментов. 16 февраля 1921 года в составе оркестра были переведены на принудительные работы без содержания под стражей.
После освобождения Сухотин помогал Толстым в организации музея «Ясная Поляна». С 9 июня 1921 года — комендант Ясной Поляны.
19 октября 1921 года женился на внучке Льва Толстого, Софье Андреевне Толстой. Дочь Наталья от первого брака была крестницей князей Юсуповых и жила с мачехой до 1936 года.
В январе 1922 года Сухотин перенёс инсульт. Заботы по уходу за ним взяли на себя мачеха Татьяна Сухотина-Толстая и тёща О. К. Толстая (урожд. Дитерихс).
В 1925 году при содействии Валентина Булгакова и многочисленных друзей и знакомых был отправлен на лечение во Францию. Заботы по уходу за ним взял на себя Феликс Юсупов. Татьяна Аксакова-Сиверс, близкая подруга Анны Ильиничны Толстой, старшей внучки Льва Толстого, писала в мемуарах, что Сухотина отправили в Париж поездом, но он самовольно сошёл с поезда в Варшаве и бродил по городу, пока не упал на улице. Его подлечили в больнице и всё же перевезли в Париж, но он вскоре умер. Софья Толстая заочно развелась с мужем сразу после его отъезда и вышла за поэта Сергея Есенина.
После нескольких инсультов Сухотин скончался 4 июня 1926 года в лечебнице Орли.

### Убийство Распутина
В ночь с 16 на 17 декабря 1916 года (30 декабря по новому стилю) Сергей Сухотин принял участие в убийстве «старца» Г. Е. Распутина, которое произошло в подвале дворца Юсуповых на Мойке, по приглашению своего друга князя Юсупова. Позже к заговору присоединились великий князь Дмитрий Павлович, Владимир Пуришкевич и Станислав Лазоверт. В следственных материалах фамилия Сухотина отсутствует.
Впервые в истории заговора он был упомянут как «поручик С.» в выдержках из Дневника Пуришкевича «Смерть Распутина», изданных в Киеве в 1918 году. Полностью его фамилия была названа лишь в мемуарах князя Юсупова «Конец Распутина», изданных в Париже в 1927 году.
В мемуарах друга князя А. С. Чагадаева — князя П. П. Ишеева — «Осколки прошлого», изданных в Нью-Йорке в 1959 году, Сергей Сухотин назван убийцей Распутина:
«… Принято считать, о чём все до сих пор писали, что Распутина убил Пуришкевич. На самом же деле в него стрелял и его фактически прикончил Сухотин. Но чтобы его не подвести, об этом решили скрыть и держать в секрете, а его выстрелы принял на себя Пуришкевич, — иначе ему бы не поздоровилось. Если Великий князь Дмитрий Павлович был сослан в Турцию, то что бы сделали с простым поручиком??»

## Семья
Родители: Михаил Сергеевич Сухотин (1850—1914) — депутат I Государственной Думы от Тульской губернии, либеральный мыслитель, зять Льва Толстого, и Мария Михайловна Сухотина, урожденная Боде-Колычёва (1856—1897), дочь барона Михаила Боде-Колычёва, фрейлина императрицы Марии Александровны.
С 1899 года — пасынок Татьяны Львовны Сухотиной-Толстой (1864—1950), дочери Льва Толстого.